# Луис Фернандес Манрике де Лара и де Алмада-Норонья
Луис Фернандес Манрике де Лара-и-де-Алмада-Норонья (исп. Luis Fernández Manrique de Lara y de Almada-Noronha; ? — 28 августа 1534) — испанский придворный и дворянин, 2-й маркиз Агилар-де-Кампоо и 4-й граф де Кастаньеда (1506—1534).

## Биография
Второй сын Гарси V Фернандеса Манрике де Лара (ок. 1440—1506), 3-го графа Кастаньеды (с 1493) и 1-го маркиза Агилар-де-Кампоо (с 1482), и Бразаиды де Алмада Норонья-и-Кастро, дочери богатого португальца Хуана Васа де Алмада. Его первое документальное появление датируется 6 июня 1474 года, когда его отец согласился жениться на Марии Манрике, дочери Педро Манрике, 2-го графа Тревиньо. Этот брак, однако, не состоялся, так как во время капитуляции оба были очень молоды, и Мария, в конце концов, скончалась.
В 1484 году его дед, граф Кастаньеда, призвал его к наследованию главного поместья. Десять лет спустя, 16 апреля 1494 года, он присутствовал в Тордесильясе, чтобы засвидетельствовать передачу приданого Хуане Пиментель, дочери его родственников Педро Пиментеля и Инес Энрике. В документе, предоставленном по этому случаю, перед нотариусом Луисом дель Кастильо фигурирует как первый свидетель «Д. Луис Манрике, назначенный сеньором маркизом де Агилар».
В разгар кризиса престолонаследия, который произошёл после смерти Изабеллы Католички в 1504 году, Луис и его воины были вызваны герцогом Нахера, чтобы сформировать силу против архиепископа Франсиско Хименеса де Сиснероса, защитника прав Фердинанда Католика. По смерти отца, в 1506 году, он унаследовал титул маркиза и должность канцлера Кастилии, которая по просьбе графа Бенавенте была подтверждена католическим королём в 1507 году.
7 мая 1510 года он подал в суд на Диего Уртадо де Мендоса, 3-го герцога дель Инфантадо, перед канцелярией Вальядолида за права на долины Лиебана и Кампо-де-Сусо. По словам маркиза, эти места принадлежали ему как третьему внуку Хуана, сеньора Агилара. Однако герцог Инфантадо отрицал мошеннический механизм, с помощью которого Луис обвинил его в несправедливом владении двумя долинами, и потребовал пожертвования адмиралу Диего Уртадо в 1393 году от короля Энрике III. После длительной защиты с обеих сторон 12 января 1532 года канцелярия вынесла приговор, освобождающий герцога от судебного процесса и налагающий на маркиза вечное молчание.
В 1512 году Луис Фернандес Манрике де Лара участвовал в завоевании Наварры, а годы спустя отправился во Фландрию, чтобы установить контакт с будущим монархом Карлосом I. В конце 1516 года он уже вернулся в Кастилию с целью помочь кардиналу Сиснеросу в управлении королевством. В середине следующего года он был назначен военным советником, первым титулом такого типа, и начал иметь дело с инфантом Фердинандом, братом Карлоса Гентского.
Новый монарх Карлос I высадился на полуострове в конце 1517 года и по пути был принят в городе Агилар-де-Кампоо. В следующем году маркиз присутствовал в кортесах Вальядолида и, согласно Пруденсио де Сандовалю, он сидел между графом Бенавенте и герцогом Аркосом, хотя в официальном акте он упоминается только между графом Мирандой и графом Агиларом, помимо того, что он называл его «Д. Луис Манрике, маркиз де Агилар, граф Кастанеда».
Уже в апреле 1518 года король Испании Карлос I подтвердил назначение его военным советником и в ноябре возложил на него должность старшего охотника Арагонского дома. В те годы он принимал участие в управлении Индией, чтобы смягчить влияние Родригеса де Фонсека, а в 1520 году он сопровождал Карлоса в его путешествии в Священную Империю, где он должен был быть коронован императором. Именно при таких обстоятельствах он получил достоинство гранда Испании и вмешался в судебные дебаты, чтобы защитить необходимость поиска мирного решения восстания комунерос в Кастилии.
Ещё в 1522 году он начал терять влияние из-за появления других персонажей, таких как кардинал Тавера и секретарь Франсиско де лос Кобос. В последний день того года он присутствовал на публичной дуэли, состоявшейся в Вальядолиде между Педро Торрельясом и Херонимо де Анса, и даже покровительствовал последнему вместе с другими дворянами.
Он умер 28 августа 1534 года и был похоронен в монастыре Ла Тринидад в Бургосе.

## Брак и потомство
Он женился на своей первой женитьбе на Марии Манрике де Лара, которая умерла до того, как брак был заключён. Он заключил второй брак 16 июля 1484 года с Аной Пиментель-и-Энрикес, дочерью Педро Пиментель-и-Киньонеса, комендадора Кастроторафе в Ордене Сантьяго, сеньора городов Табара, Гордонсильо, Ретуэрта, Алиха, Ла-Нория, Дженестасио и половины Пуэбла-де-Санабрия, и Инес Энрикес де Гусман. У супругов были следующие дети:
- Хуан (ок. 1490—1553), унаследовавший дом как 3-й маркиз Агилар-де-Кампоо и 5-й граф Кастаньеда, был вице-королём Каталонии.
- Алонсо, посвятивший себя военной карьере и умершего в день Гельвеша.
- Педро (+ 7 октября 1540), кардинал католической церкви, епископ Канарских островов, Сьюдад-Родриго и Кордовы
- Инес, вышедшая замуж за Педро Манрике де Лара-и-Фахардо, 4-го графа Паредеса
- Изабель Ана, третья жена Фернандо Альвареса де Толедо-и-Энрикеса, 1-го сеньора Лас-Виллории
- Каталина, вышедшая замуж за Альваро де Айяла из дома графов Фуэнсалида
- Мария Луиза, вышедшая замуж за Гомеса Гонсалеса де Бутрон-и-Мугика, сеньора домов Бутрон и Мугика и долины Арамайона.
- Мария (+ 11 марта 1591), которая была первой женой Хосе де Гевара-и-Товара, 4-го маркиза Ручандио, 4-го графа Тахалу, 16-го вице-короля и капитан-генерала Наварры и комендадора Орденом Сантьяго
- Ана, настоятельница монастыря Санта-Клара-де-Агилар-де-Кампоо.

У него также была внебрачная дочь Хуана Манрике, вышедшая замуж за Педро Руиса де Айяла Кальдерона, сеньора Ногалеса.